# Ducula concinna
La dúcula coliazul, dúcula de cola azul o dúcula cola azul  (Ducula concinna) es un ave columbiforme de la familia Columbidae. Se trata de una paloma grande (43 cm de longitud).

## Distribución geográfica yhábitat
Habita en pequeñas islas de la Wallacea (islas Selayar, Islas Tukangbesi, islas Barat Daya, islas de Banda, islas Tanimbar, islas Kai, islas Babar, islas Leti, archipiélago Gorong y archipiélago Watubela) y en islas frente de la costa oeste de Nueva Guinea como las islas Aru. Como ave rara se ha identificado en Darwin. Su hábitat natural son los bosques lluviosos con árboles frutales. 